# 勒比肖
勒比肖（德語：Löbichau）是德国图林根州的市镇，隶属于阿尔滕堡地区县。总面积为16.73平方千米，截至2023年12月31日总人口为957人。